# Другий всеукраїнський перепис населення

Демографія України, 1950—2022. З 1993 року чисельність населення країни поступово зменшується

Частка українців в областях відповідно до попереднього перепису

Другий всеукраїнський перепис населення — другий всеукраїнський перепис населення України, що планувався до проведення у листопаді—грудні 2023 року.

## Історія

### Передісторія
Єдиний перепис населення в незалежній Україні проводився у 2001 році. ООН рекомендує проводити переписи один раз на 10 років та оголосила наступний раунд переписів населення та житлового фонду 2010-х років — з 2005 по 2014 рік — резолюцією, прийнятою Економічною і соціальною радою ООН.
У 2008 році КМУ призначив пробний перепис на 2009 рік, а загальнонаціональний — на 2011 рік. Потім загальнонаціональний перепис переносився на 2012, 2013 роки та призначався на 2016 рік. У грудні 2015 року Кабінет Міністрів переніс перепис з 2016 року на 10 листопада — 23 грудня 2020 року.

#### Пробний перепис 2019 року
18 липня 2018 року КМУ видав розпорядження № 504-р «Про проведення пробного перепису населення» з використанням інноваційних технологій збирання даних про населення.
Основна мета пробного перепису — випробування переписного інструментарію та програм, визначення методів та основних організаційних заходів, апробація застосування інноваційних технологій, визначення терміну проведення та концепції технології обробки даних, а також механізмів взаємодії органів державної статистики з місцевими органами виконавчої влади та органами місцевого самоврядування.
З 1 по 26 грудня 2019 року було проведено пробний перепис населення в частині Оболонського району м. Києва та Пісківської ОТГ (смт Пісківка, с. Раска, с. Мигалки) Бородянського району Київської області.
У Оболонському районі м. Києва перепису підлягало 11 940 приміщень. У ході перепису було описано 75,8 % приміщень, в 11 % були відсутні мешканці, 4,7 % — мешканці відмовилися брати участь, 4,4 % — здавалися в оренду, 3,2 % — ніхто не проживав, 0,9 % — виявилися нежитловими. За даними реєстру територіальної громади у частині Оболонського району м. Києва проживало 23 445 осіб, опитано наявного населення 20 202 (8839 чоловіків і 11 363 жінок).
У Пісківській ОТГ перепису підлягало 3723 приміщення. У ході перепису було описано 77,6 % приміщень, в 10,2 % були відсутні мешканці, 5,6 % були нежитловими, 4 % — мешканці відмовилися брати участь, 1,4 % використовувались як дача, 1,2 % — ніхто не проживав. За даними демографічної статистики, у частині Пісківської ОТГ Бородянського району Київської області проживало 8274 особи, опитано наявного населення 7322 (3347 чоловіків і 3975 жінок).

#### «Перепис» Дубілета
23 січня 2020 року міністр Кабінету міністрів Дмитро Дубілет оприлюднив оцінку чисельності населення України на 1 грудня 2019 року, отриману за комбінованим методом. Були використані дані мобільних операторів України, Держстату, Пенсійного фонду та реєстру фізичних осіб.
Згідно з отриманими даними в Україні, без урахування окупованих територій Криму та частини Донецької та Луганської областей, наявне населення становило 37 мільйонів 289 тисяч осіб. 16,5 мільйона людей становили особи працездатного віку від 25 до 54 років, 6,2 мільйона — особи віком від 65 років і старші, 5,7 мільйона — діти до 14 років, 5,2 мільйона — особи зрілого працездатного віку від 55 до 64 років і 3,6 мільйона — особи раннього працездатного віку від 15 до 24 років. 20 мільйонів осіб становили жінки і 17,3 мільйона — чоловіки. Населення Києва становило 3,7 мільйона мешканців.
Отримані дані були піддані сумніву Українським центром суспільних даних.

### Перенесення на 2023 рік
9 грудня 2020 року Кабінет Міністрів України видав розпорядження № 1542-р «Про проведення у 2023 році Всеукраїнського перепису населення».
Розпочалась робота для проведення перепису населення раунду 2020-х років, що проходить з 2015 року по 2024 рік за реєстровим або комбінованим методом. Для цього готуються відповідні документи про внесення змін до деяких законів України в сфері державної статистичної діяльності, зокрема до закону України «Про Всеукраїнський перепис населення». Зміни врегулюють доступ органів державної статистики до необхідних для перепису населення персональних даних, які містяться у національних електронних інформаційних ресурсах.
Прийняття розпорядження надає можливість забезпечити належний рівень підготовки та проведення Всеукраїнського перепису населення у 2023 році в ході всесвітнього раунду переписів населення та житлового фонду (2015—2024 роки).
Однак, 20 жовтня 2023 року Уряд визнав розпорядження Кабміну від 09.12.2020 р. № 1542 «Про проведення у 2023 році Всеукраїнського перепису населення» таким, що втратив чинність.

### Перепис за реєстрами
Для проведення Всеукраїнського перепису населення за реєстрами необхідний єдиний для всіх реєстрів України і унікальний ідентифікатор особи. Єдиний державний демографічний реєстр вже містить такий унікальний номер запису. Але поки що немає відомостей про значну частину людей, які ще не отримали новий закордонний паспорт, паспорт громадянина України у формі картки або інший документ, який оформлюється із застосуванням засобів ЄДДР. В Україні наразі відсутній адресний реєстр. Є перелік адрес у ЦВК, є на Укрпошті, але використовувати їх для потреб перепису населення неможливо. Тож державна служба статистики України вирішила зробити довідник адрес самостійно. Зараз він вміщує понад 10 мільйонів адрес. Планується, що надалі кожна адреса і будівля отримають GPS-прив'язку на карті. Для перепису окрім даних з реєстру будівель і адрес та ЄДДР потрібні відповідні дані з реєстрів Міносвіти, МОЗ, МВС, Пенсійного фонду, а також Державного реєстру фізичних осіб — платників податків.